# حقوق مهاجرت
قانون و حقوق مهاجرت به قوانین ملی، ضوابط، مقررات، پیشینه و رویه قضایی مربوط به کنترل مهاجرت در داخل کشور یا به نفی بلد اشاره دارد. به صراحت، از سایر مسائل ازجمله اعطای تابعیت یا شهروندی متمایز است، گر چه اغلب باهم تداخل دارند. با اینحال قوانین مهاجرت در سراسر جهان با هم فرق می‌کنند و تابع جامعه و شرایط سیاسی زمان هستند.

## پذیرش مهاجران توسط دولت‌ها
پذیرش مهاجران دامنه گسترده‌ای از طیف‌های عمیقاً ملی‌گرایی تا انزواطلبی را دربر می‌گیرد. کشورها اغلب قوانینی را وضع می‌کنند تا حقوق هر دو طیف چه آنهایی که وارد یا خارج می‌شوند و چه کسانی که شهروند مهاجر هستند مانند مدت اقامتشان را تنظیم کرده و آزادی حرکت و آزادی مشارکت در بازرگانی یا با دولت را تضمین می‌کنند.

## نظارت سازمان ملل
قوانین ملی مربوط به مهاجرت و کسب تابعیت کشورهای عضو سازمان ملل زیر چتر و اختیار قانون بین‌الملل و میثاق بین‌المللی حقوق مدنی و سیاسی تحت نظارت سازمان ملل متحد قرار دارد که روی ورود مهاجرین و شهروندی ایشان کنترل اعمال می‌کند.

## کنترل و نظارت کشورها
برای کنترل مهاجران، بسیاری از کشورها ضوابط و مقررات مهاجران در ورودی را وضع می‌کنند. برخی از ورودی‌های عام مشترک در همه کشورها عبارتند از نقاط ورودی در فرودگاه‌ها و جاده‌های نزدیک خطوط مرزی. در اداره گمرک پاسپورت یا برگه مسافرتی بررسی می‌شود. برخی اسناد مورد نیاز شامل پاسپورت، یک سند تأیید بین‌المللی واکسیناسیون همراه با بلیط سفر آتی می‌باشد. برخی اوقات مسافران مجبور می‌شوند مقدار پولی را که حمل می‌کنند را اعلام یا ثبت کنند.